# Лионел Меси
Лионѐл Андрѐс Мѐси Кучитѝни, също известен като Лео Мѐси (на испански: Lionel Andrés Messi Cuccittini), е аржентински футболист, нападател на американския Интер Маями и капитан на националният отбор на Аржентина. Смятан от мнозина за най-великият играч в историята. Осемкратен носител на Златната топка и шесткратен носител на Златната обувка – рекорди и за двете най-престижни индивидуални награди за футболист. С екипа на Барселона Меси е печелил по 3 пъти Световното клубно първенство и Суперкупата на Европа, 4 пъти Шампионската лига, 8 пъти Суперкупата на Испания, 10 пъти Примера Дивисион и 7 пъти Купата на краля. Като национал на Аржентина Меси е златен медалист от Световното първенство за младежи през 2005 г., печели Олимпийските игри през 2008 г. През 2021 г. печели и Копа Америка, като става най-добрият голмайстор, асистент и играч на турнира. През 2022 г. става световен шампион след като извежда Аржентина до титлата на първенството в Катар през 2022 г. и печели Златната топка за най-добър играч на шампионата, негова втора след като е определен за най-добър играч и на Световното през 2014 г.
Меси е най-резултатният футболист, играл за Барселона, с 672 гола в официални мачове, най-добрият реализатор в историята на Примера Дивисион с 474 гола и националния отбор по футбол на Аржентина със 102 гола, както и вторият най-добър голмайстор в Шампионската лига със 129 гола. Меси е рекордьор по отбелязани голове за една календарна година – 91 (за клубния и националния отбор), за един сезон – 82 (за клубния и националния отбор) и за един сезон в Ла лига – 50.

## Кариера

### Ранни години
Лионел Андрес Меси е роден на 24 юни 1987 г. в един от най-големите аржентински градове – Росарио. Той е третото от четири деца на работник в стоманодобивна фабрика Хорхе Меси и съпругата му Селия Кучитини, работеща като чистачка. От страна на баща си той е от италиански и испански произход, внук на имигранти от адриатическия район на Италия и Каталония, а от страна на майка му е предимно с италиански произход.
Израствайки във вълнувано от футбол семейство, „Лео“ развива страст към спорта още от ранна възраст, играейки непрекъснато с по-големите си братя Родриго и Матиас и братовчедите си Максимилиано и Емануел Бианкучи, които също стават професионални футболисти.
На 4-годишна възраст започва да тренира в местния клуб „Абандерадо“ Грандоли, където е обучаван от баща си, въпреки че най-ранното му влияние като играч идва от майчината му баба Селия, която го придружава на тренировки и мачове.
„Когато го видите, ще си помислите, че това дете не може да играе с топка. Той е джудже, той е твърде крехък, твърде малък. Но веднага ще осъзнаете, че той се е родил различно, че е бил феномен и че ще бъде нещо впечатляващо.“
Той бил силно засегнат от смъртта ѝ, малко преди неговия единадесети рожден ден; оттогава, като отявлен католик, той отпразнува успехите си, като гледа нагоре и посочва небето в почит на баба си.
Когато е на шест години, Лионел преминава в далеч по-популярния клуб от родния му град Нюелс Олд Бойс. През целия си живот той остава поддръжник на „Старите момчета на Нюелс“. Играе за отбора 6 години и вкарва близо 500 гола като член на „Машината от '87“ – почти непобедимия детски състав на клуба, именуван на годината на раждането им. Децата редовно забавляват публиката по време на домакинските игри на първия отбор, като играят с топки по време на почивката между полувремената.
„Лео не е срамежлив. Той е интроверт. Той е резервиран.“
Въпреки това бъдещето му като професионален играч е застрашено, когато на 10-годишна възраст е бил диагностициран с недостиг на растежен хормон. Лекарите му откриват рядък хормонален дисбаланс, който пречи на растежа. Тъй като здравното осигуряване на баща му покрива само две години лечение с растежен хормон, което струва поне 1000 аржентински песо на месец, „Нюелс Олд Бойс“ се съгласява да даде своя принос, но по-късно се отказва от обещанието си. Опитват чрез клуба Ривър Плейт от Буенос Айрес, чийто плеймейкър Пабло Аймар той идолизира, но те също не могат да платят лечението му заради голямата икономическа депресия в Аржентина през 1998 – 2002 г. Семейството на Меси не може да си позволи скъпите лекарства и заминава за Испания. Тъй като имат роднини в Каталуния, те се опитват да организират процедура за лечението в Барселона през септември 2000 г. Талантът на Меси много скоро е забелязан от първия директор на скаутския екип на ФК Барселона Карлес Рексач. Той иска незабавно да се подпише договор, но бордът на директорите се поколебава; по това време е изключително необичайно европейските клубове да подписват с чуждестранни играчи от толкова млада възраст.
На 14 декември е изпратен ултиматум до ФК Барселона, за да докажат своя ангажимент, и Рексач, без друга хартия под ръка, предлага договор с клуба на хартиена салфетка. Така през 2000 г. нападателят е привлечен в школата на каталунците. През февруари 2001 г. семейството се премества в Барселона, където се настанява в апартамент близо до клубния стадион Камп Ноу. През първата си година в Испания Меси рядко играе в детския отбор (Infantiles) поради конфликт за трансфера с Нюелс Олд Бойс. Като чужденец той може да участва само в приятелски мач и каталунската лига. Без футбол се бори да се интегрира в отбора; той е толкова тих, че неговите съотборници първоначално вярват, че е мълчалив. В къщи Лионел страда от носталгия, след като майка му се връща в Росарио с братята му и малката му сестра Мария Сол, а той остава в Барселона заедно с баща си. Още при дебюта си в юношеския състав Лео отбелязва пет гола и благодарение на възможностите си доказва, че му предстои бляскаво представяне. Ръководството на Барселона поема разходите по лечението му и постепенно физиката на младия футболист укрепва.

### Сезон 2004– 2005
След като преминава през всички формации на Барселона, Меси става част от първия състав през сезон 2004 – 2005. Той се превръща в най-младия футболист, дебютирал в испанското първенство и в най-младия голмайстор, печелил престижното отличие. Изгряващата звезда изиграва първия си мач за националния отбор на Аржентина. От този момент започват неизбежните сравнения с Марадона, който по-късно сам посочва Меси за свой наследник. През 2005 г. Меси печели Световното първенство за младежи ставайки негов голмайстор.

### Сезон 2005– 2006
Сезон 2005 – 2006 носи нови успехи на аржентинеца, след като Барса печели титлата в Испания и финала на Шампионската лига срещу Арсенал (2:1). През лятото Меси участва на финалите на Световното първенство в Германия и отбелязва гол за разгромната победа на Аржентина над Сърбия с 6:0.

### Сезон 2006– 2007
През сезон 2006 – 2007 19-годишният Лео вече е титуляр в Барселона и дори записва знаменит хеттрик във вратата на вечния съперник Реал (Мадрид). Завършва кампанията в Примера дивисион с 26 мача и 14 гола. С Аржентина стига до финала на Копа Америка, но в него предварително считаният за фаворит отбор на „гаучосите“ губи от Бразилия с 0:3.

### Сезон 2007– 2008
През 2007 г. 20-годишният Меси се класира трети в класацията за Златната топка на Франс Футбол след Кака и Кристиано Роналдо и втори след Кака за наградата на ФИФА „Футболист на годината“. Пропуска 6 седмици заради мускулно разкъсване в лявото бедро, получено в мач срещу Селтик. Меси получава подобен тип контузия за четвърти път в последните три сезона. Играе полуфинал на Шампионската лига срещу Манчестър Юнайтед, но Барса отпада от бъдещия шампион. Меси завършва сезона с 16 гола и 13 асистенции във всички турнири. На летните олимпийски игри в Пекин Меси извежда олимпийската селекция на страната си до златните медали.

### Сезон 2008– 2009
Един от най-успешните сезони в досегашната кариера на Меси е 2008 – 2009. Благодарение на изумителната си техника, съчетана с впечатляваща бързина, Меси успява да изведе ФК Барселона до исторически требъл (титла в Испания, Купа на Краля и Шампионска лига, на чиито финал отбелязва гол с глава срещу Манчестър Юнайтед). Завършва сезона с отбелязани 38 гола във всички турнири. Макар и да не се изявява на върха на атаката, той става топреализатор на Шампионската лига.

### Сезон 2009– 2010
През 2009 г. Меси печели също Суперкупата на Испания, Суперкупата на Европа и Световното клубно първенство и така успява да триумфира във всичките 6 турнира, в които се състезава за календарната 2009 г. Меси печели първата си Златна топка в края на същата година. През сезон 2009 – 2010 Меси вкарва 47 гола във всички турнири, 34 от които в Ла лига и по този начин изравнява същите рекорди, поставени от бразилския нападател Роналдо през сезон 1996 – 1997. Силният сезон на Меси е съпроводен от поредна титла в Примера Дивизион. Меси печели за първи път Златната обувка.

### Сезон 2010– 2011
Сезон 2010/11 отново е добър за Меси, който вкарва 53 гола в 55 мача във всички турнири и така подобрява рекорда си от предната година за най-резултатен футболист на Барселона за един сезон. През същия сезон Меси печели втората си Златна топка, Примера Дивизион и за трети път Шампионската лига след победа на финала над Манчестър Юнайтед на Уембли, където Меси вкарва един гол.
„Съжалявам за тези, които искат да се състезават за трона на Меси – това е невъзможно, това дете е уникално.“

### Сезон 2011– 2012
Меси подобрява рекорда следващия сезон (2011 – 2012), вкарвайки рекордните 50 гола за един сезон в Ла лига и 73 гола във всички турнири. Печели за трети път Златната топка през 2011 г. Към 8 март 2012 г. Меси става единственият футболист, отбелязвал пет гола в един мач от Шампионската лига (срещу Байер Леверкузен на осминафиналите през 2011/12 година), има общо 56 гола в 73 мача в турнира, което го нарежда на трето място след Раул (71) и Рууд ван Нистелрой (56) и има 12 гола за сезона, което постига и през сезон 2010/11. Единствено Нистелрой е постигал това освен него. На 20 март 2012 г. става най-успешният реализатор в историята на Барселона, вкарвайки 234-тия си гол за отбора. В мач срещу Малага през май вкарва хеттрик, с което вкараните от него голове за сезона във всички турнири достигат 68 и по този начин подобрява рекорда на Герд Мюлер от сезон 1972 – 1973 във вечната класация за най-добър реализатор в Европа. Завършва сезона с 82 гола във всички турнири за Барселона и Аржентина.

### Сезон 2012– 2013
Сезонът е силен за Меси и той подобрява множество рекорди. На 9 декември 2012 г. в мач от 15-ия кръг на Примера Дивисион срещу Бетис, Меси надминава 40-годишния рекорд на Герд Мюлер вкарвайки своя гол номер 85 и 86 за 2012 г. През 1972 г. германецът вкарва 85 гола, а Меси завършва годината с 91 гола. В същия мач Меси става и най-добрият голмайстор в историята на Примера Дивисион за ФК Барселона, като надминава и рекорда на Сесар Родригес от 192 гола.
На 7 януари 2013 г. Лионел Меси печели четвъртата си поредна Златна топка. С това аржентинският голмайстор подобрява още един рекорд на Мишел Платини, Йохан Кройф и Марко ван Бастен (и тримата са получавали по 3 Златни топки).

### Сезон 2013– 2014
Сезон 2013 – 2014 не е от най-добрите за Меси, тъй като контузия го изважда от игра за 2 месеца и това се отразява върху формата му. Сезонът не е добър и за ФК Барселона като каталунците не успяват да спечелят нито един трофей, въпреки че остават в борбата за титлата до последните кръгове на първенството. Меси възвръща частично формата си, приключвайки сезона с 41 гола в 46 мача.
След края на сезона в Ла Лига, Меси взема участие на световното първенство в Бразилия. Играе във всичките 7 мача на неговия отбор, губейки финала от Германия. Отбелязва 4 гола на първенството, всичките от които в груповата фаза на турнира. Въпреки че не успява да демонстрира в пълна степен качествата си, Меси е награден със златната топка на „Адидас“ за най-добър футболист на мондиала.

### Сезон 2014– 2015
Сезонът е силен за Меси и той отново е в най-добрата си форма, вкарвайки 58 гола в 57 мача. Оформя силно нападателно трио с Неймар и новото попълнение Луис Суарес, което става основата за успехите на Барса през сезона. На 22 ноември 2014 г. Меси вкарва хеттрик срещу Севиля в първенството и така подобрява дългогодишния рекорд на Телмо Зара от 251 отбелязани гола в Примера дивисион, превръщайки се в най-добрия реализатор в историята на първенството. Меси става и най-резултатният играч в Шампионската лига задминавайки Раул. В края на сезона Барса постига требъл, втори за Меси след този през сезон 2008 – 2009.

### Сезон 2015– 2016
На 11 август 2015 г. Меси вкарва два гола във финала за Суперкупата на Европа, а Барселона печели трофея, побеждавайки Севиля с 5:4. В края на календарната година Барса печели и Световното клубно първенство.
На 11 януари 2016 г. Меси е удостоен със Златната топка на ФИФА за рекорден пети път. Сезонът за Барса завършва със спечелен дубъл в Испания – Примера Дивисион и Купата на Краля.
След края на клубния сезон Меси играе на юбилейния турнир Копа Америка Сентенарио. На 22 юни при победата с 4:0 над САЩ отбелязва своя 55-и гол като национал подобрявайки рекорда на Габриел Батистута (54 гола) за голмайстор на Аржентина. Меси завършва участието си на турнира с 5 отбелязани гола. На финала Аржентина губи след изпълнение на дузпи от Чили. Меси пропуска първата дузпа за своя отбор, като ударът му минава над вратата. На следващия ден (27 юни 2016 г.) Меси обявява, че повече няма да играе за отбора на Аржентина. По-късно през същата година Меси променя решението си.

### Сезон 2016 – 2017
В първия етап от груповата фаза на Шампионската лига на УЕФА вкарва три гола срещу шотландския Селтик (6:0) и става първият играч в историята на турнира с 6 хеттрика. Освен това, вече в мач от третия кръг, аржентинецът отново вкарва три гола (във вратата на английския Манчестър Сити) и подобрява собствения си рекорд. В мач от петия кръг срещу Селтик Меси вкарва два пъти (2:0) и става първият играч в историята, постигнал 100 гола в международни мачове на клубно ниво (Шампионска лига – 92 гола, Суперкупа на Европа – 3 гола, Световно клубно първенство – 5 гола).
На 23 април 2017 г. в мача „Реал“ (Мадрид) – „Барселона“ 2:3 от 33-тия кръг на испанския шампионат, отбелязва два гола в 33-та и 93-та минути от срещата. Победният гол е 500-тният на Меси за Барселона в официалните игри. Също така нападателят става най-добрият голмайстор в историята на „clasico“ в Примера с 16 гола.

### Сезон 2017 – 2018
На 12 септември, в първия двубой от груповата фаза на Шампионската лига 2017/18 Меси преодолява „проклятието на Буфон“ за първи път в кариерата си, отбелязвайки гол на италианския вратар. Преди това Лео и Джиджи са се срещнали на терена три пъти, но аржентинският играч не е могъл да отбележи гол срещу известния вратар. „Барселона“ печели мача срещу „Ювентус“ с 3:0, като Меси вкарва два пъти. С този дубъл Меси прави броя на головете си в Шампионската лига 96.
На 25 ноември 2017 година Лионел Меси продължава договора си с ФК „Барселона“ до 2021 г. за сумата 700 милиона евро. Новият договор е съставен от три договора. Първият е с играча (подписан от бащата на Лионел, Хорхе Меси), вторият – с компанията „Leo Messi Management S.L.“ (занимава се с правата върху образа на футболиста), третият – с благотворителния фонд на Меси. Ако Лионел изиграе четирите години от този договор, за всеки сезон той ще получи повече от 106 милиона евро (включително всички бонуси за лоялност). Ако „Барселона“ спечели требъл, а Меси стане играч на годината по версията на ФИФА, тогава за такъв успешен сезон той се очаква да надхвърли 122,5 милиона евро. Споразумението е подписано на 30 юни (един месец преди рекордния трансфер на Неймар към ПСЖ). На 18 юли „Барса“ иска да обяви това публично, но бащата на Меси спира да отговаря на писмата. В резултат на това страните провеждат допълнителни преговори по договора, който вече е подписан, и официално обявяват новото споразумение едва на 25 ноември. Сумата за играча е нараснала от 300 милиона на 700 милиона евро. Меси завършва сезона в Примера Дивисион с 34 отбелязани гола в 35 срещи и печели Златната обувка за пети път.

## Статистика

### Клубна кариера
Информацията е актуална към 8 април 2023 г.
| Клуб               | Сезон              | Шампионат | Шампионат | Купа на страната | Купа на страната | Шампионска лига | Шампионска лига | Други турнири | Други турнири | Общо   | Общо   |
| Клуб               | Сезон              | Мачове    | Голове    | Мачове           | Голове           | Мачове          | Голове          | Мачове        | Голове        | Мачове | Голове |
| ------------------ | ------------------ | --------- | --------- | ---------------- | ---------------- | --------------- | --------------- | ------------- | ------------- | ------ | ------ |
| Барселона Ц        | 2003/04            | 10        | 5         | —                | —                | —               | —               | —             | —             | 10     | 5      |
| Барселона Ц        | Общо               | 10        | 5         | —                | —                | —               | —               | —             | —             | 10     | 5      |
| Барселона Б        | 2003/04            | 5         | 0         | —                | —                | —               | —               | —             | —             | 5      | 0      |
| Барселона Б        | 2004/05            | 17        | 6         | —                | —                | —               | —               | —             | —             | 17     | 6      |
| Барселона Б        | Общо               | 22        | 6         | —                | —                | —               | —               | —             | —             | 22     | 6      |
| Барселона          | 2004/05            | 7         | 1         | 1                | 0                | 1               | 0               | —             | —             | 9      | 1      |
| Барселона          | 2005/06            | 17        | 6         | 2                | 1                | 6               | 1               | —             | —             | 25     | 8      |
| Барселона          | 2006/07            | 26        | 14        | 2                | 2                | 5               | 1               | 3             | 0             | 36     | 17     |
| Барселона          | 2007/08            | 28        | 10        | 3                | 0                | 9               | 6               | —             | —             | 40     | 16     |
| Барселона          | 2008/09            | 31        | 23        | 8                | 6                | 12              | 9               | —             | —             | 51     | 38     |
| Барселона          | 2009/10            | 35        | 34        | 3                | 1                | 11              | 8               | 4             | 4             | 53     | 47     |
| Барселона          | 2010/11            | 33        | 31        | 7                | 7                | 13              | 12              | 2             | 3             | 55     | 53     |
| Барселона          | 2011/12            | 37        | 50        | 7                | 3                | 11              | 14              | 5             | 6             | 60     | 73     |
| Барселона          | 2012/13            | 32        | 46        | 5                | 4                | 11              | 8               | 2             | 2             | 50     | 60     |
| Барселона          | 2013/14            | 31        | 28        | 6                | 5                | 7               | 8               | 2             | 0             | 46     | 41     |
| Барселона          | 2014/15            | 38        | 43        | 6                | 5                | 13              | 10              | —             | —             | 57     | 58     |
| Барселона          | 2015/16            | 33        | 26        | 5                | 5                | 7               | 6               | 4             | 4             | 49     | 41     |
| Барселона          | 2016/17            | 34        | 37        | 7                | 5                | 9               | 11              | 2             | 1             | 52     | 54     |
| Барселона          | 2017/18            | 36        | 34        | 6                | 4                | 10              | 6               | 2             | 1             | 54     | 45     |
| Барселона          | 2018/19            | 34        | 36        | 5                | 3                | 10              | 12              | 1             | 0             | 50     | 51     |
| Барселона          | 2019/20            | 33        | 25        | 2                | 2                | 8               | 3               | 1             | 1             | 44     | 31     |
| Барселона          | 2020/21            | 35        | 30        | 5                | 3                | 6               | 5               | 1             | 0             | 47     | 38     |
| Барселона          | Общо               | 520       | 474       | 80               | 56               | 149             | 120             | 29            | 22            | 778    | 672    |
| Пари-Сен Жермен    | 2021/22            | 26        | 6         | 1                | 0                | 7               | 5               | 0             | 0             | 34     | 11     |
| Пари-Сен Жермен    | 2022/23            | 25        | 14        | 1                | 0                | 7               | 4               | 1             | 1             | 34     | 19     |
| Пари-Сен Жермен    | Общо               | 51        | 20        | 2                | 0                | 14              | 9               | 1             | 1             | 68     | 30     |
| Общо за кариерата3 | Общо за кариерата3 | 571       | 494       | 82               | 56               | 163             | 129             | 30            | 23            | 856    | 702    |

3 Не включва мачовете, изиграни за дублиращите отбори на Барселона

### Национален отбор
Информацията е актуална към 29 март 2023 г.
| Аржентина | Аржентина | Аржентина |
| Година    | Мачове    | Голове    |
| --------- | --------- | --------- |
| 2005      | 5         | 0         |
| 2006      | 7         | 2         |
| 2007      | 14        | 6         |
| 2008      | 8         | 2         |
| 2009      | 10        | 3         |
| 2010      | 10        | 2         |
| 2011      | 13        | 4         |
| 2012      | 9         | 12        |
| 2013      | 7         | 6         |
| 2014      | 14        | 8         |
| 2015      | 8         | 4         |
| 2016      | 11        | 8         |
| 2017      | 7         | 4         |
| 2018      | 5         | 4         |
| 2019      | 10        | 5         |
| 2020      | 4         | 1         |
| 2021      | 16        | 9         |
| 2022      | 14        | 18        |
| 2023      | 2         | 4         |
| Общо      | 174       | 102       |

### Голов коефициент
Информацията е актуална към 25 декември 2022 г.
| Общо за кариерата | Общо за кариерата | Общо за кариерата | Общо за кариерата |
| Отбори            | Мачове            | Голове            | Голове на мач     |
| ----------------- | ----------------- | ----------------- | ----------------- |
| Клубни отбори1    | 846               | 702               | 0,83              |
| Аржентина         | 174               | 102               | 0,59              |
| Общо              | 1020              | 804               | 0,79              |

1Не включва мачовете, изиграни за дублиращите отбори на Барселона

## Успехи

### Барселона
- Шампионска лига – 4 (2006, 2009, 2011, 2015)
- Суперкупа на Европа – 3 (2009, 2011, 2015)
- Световно клубно първенство – 3 (2009, 2011, 2015)
- Примера Дивисион – 10 (2005, 2006, 2009, 2010, 2011, 2013, 2015, 2016, 2018, 2019)
- Купа на Краля – 7 (2009, 2012, 2015, 2016, 2017, 2018, 2021)
- Суперкупа на Испания – 8 (2005, 2006, 2009, 2010, 2011, 2013, 2016, 2018)

### Пари Сен Жермен
- Лига 1 – 2 (2022, 2023)
- Суперкупа на Франция – 1 (2022)

### Интер Маями
- Купа на лигите – 1 (2023)

### Аржентина
- Световно първенство по футбол: шампион  2022, вицешампион  2014
- Копа Америка: шампион  2021, 2024 вицешампион  2007, 2015, 2016
- Олимпийски игри – шампион  2008
- Световно първенство по футбол за младежи – шампион  2005
- Финалисима – победител  2022

### Индивидуални
- Златна топка – 8 (2009, 2010, 2011, 2012, 2015, 2019, 2021, 2023)
- Златна обувка – 6 (2010, 2012, 2013, 2017, 2018, 2019)
- Лауреус / „Спортен Оскар“ – 2 (2020, 2022)
- Златна топка на Световно клубно първенство – 3 (2009, 2011, 2022)
- Златна топка на Адидас за най-добър футболист на световно първенство по футбол – 2 (2014, 2022)
- Футболист на годината на ФИФА / FIFA The Best – 3 (2009, 2019, 2022)
- Футболист на годината на УЕФА – 3 (2009, 2011, 2015)
- Голмайстор на Шампионска лига – 6 (2009, 2010, 2011, 2012, 2015, 2019)
- Голмайстор на Световно клубно първенство – 2 (2009, 2011)
- Футболист на десетилетието (2011 – 2020) според Международната федерация по футболна история и статистика
- Най-добрият футболист на финала на Шампионската лига – 1 (2011)
- Най-добрият футболист на финала на Световно клубно първенство – 2 (2009, 2011)
- Най-добър играч на Копа Америка – 2 (2015, 2021)
- Голмайстор на Копа Америка – 1 (2021)
- Футболист на годината в Ла Лига – 6 (2009, 2010, 2011, 2012, 2013, 2015)
- Trofeo Alfredo Di Stefano / Най-добър играч в Испания според Marca – 7 (2009, 2010, 2011, 2015, 2017, 2018, 2019
- Най-добър нападател в Ла Лига – 7 (2009, 2010, 2011, 2012, 2013, 2015, 2016)
- Трофей Пичичи / голмайстор на Ла Лига– 8 (2010, 2012, 2013, 2017, 2018, 2019, 2020, 2021)
- IFFHS World's Best Playmaker / Най-добър плеймейкър в света – 5 (2015, 2016, 2017, 2019, 2022)
- IFFHS World's Best Top Division Goalscorer / Най-добър голмайстор в топ първенство – 4 (2012, 2013, 2017, 2018)
- IFFHS World's Best International Goalscorer / Най-добър международен голмайстор в света – 3 (2011, 2012, 2022)
- IFFHS World's Best Player / Най-добър играч в света – 1 (2022)
- Голмайстор на Купата на Краля – 4 (2011, 2014, 2016, 2017)
- Onze d'Or – 4 (2009, 2011, 2012, 2018)
- Шампион на шампионите – L'equipe champion of champions – 1 (2011)
- Идеален отбор на всички времена на World Soccer – 1 (2013)
- Идеален отбор на Световно първенство по футбол – 2 (2014, 2022)
- Идеален отбор за годината на  ФИФА – 15 (2007, 2008, 2009, 2010, 2011, 2012, 2013, 2014, 2015, 2016, 2017, 2018, 2019, 2020, 2021)
- Идеален отбор за годината на  УЕФА – 12 (2008, 2009, 2010, 2011, 2012, 2013, 2014, 2015, 2016, 2017, 2018, 2019)
- Идеален отбор за годината на  ESM – 14 (2008, 2009, 2010, 2011, 2012, 2013, 2014, 2015, 2016, 2017, 2018, 2019, 2020, 2021)
- Идеален отбор на Копа Америка – 4 (2007, 2015, 2016, 2021)
- Golden boy award / „златно момче“ – 1 (2005)
- FIFPro млад футболист на годината – 2006, 2007, 2008
- Топ асистент на Ла Лига – 6 (2010/11, 2014/15, 2015/16, 2017/18, 2018/19, 2019/2020)
- Топ асистент на Шампионска лига – 2 (2011/12, 2014/15
- Топ асистент в Купата на Краля – 3 (2015/16, 2016/17, 2017/18)
- Топ асистент на Копа Америка – 4 (2011, 2015, 2016, 2021)
- Топ асистент на Световно първенство – 1 (2022)
- Най-добър спортист в света на International Athlete ESPY – 3 (2012, 2015, 2019)
- Футболист на годината на World Soccer – 5 (2009, 2011, 2012, 2015, 2019)
- Goal 50 – 7 (2009, 2011, 2013, 2015, 2019, 2021, 2022)
- Globe Soccer Awards – 1 (2015)
- Marca  Legend Award – Вестник Марка, Легенда за винаги – 1 (2009)
- La Gazzetta dello Sport –   Sportsman of the Year – Ла Гадзета дело спорт – Спортист на годината – 1 (2011)
- Sports Illustrated -1 All-time Ultimate Soccer Draft – Най-добрият футболист за всички времена – 1 (2012)
- FOXSoccer.com's  Player of the Year – Футболист на годината на Фокс Сокър – 1 (2015)
- CBS Sports  World Soccer Player of the Year – Футболист на годината на Света – 1(2015)
- Млад футболист на годината на World Soccer – 3 (2006, 2007, 2008)
- Футболист на годината според FourFourTwo – 8 (2009, 2010, 2011, 2012, 2015, 2017, 2018, 2019)
- Най-добрият футболист на 21 век според The Independent
- Голмайстор на Световно първенство за младежи – 1 (2005)
- Най-добрият футболист на Световно първенство за младежи – 1 (2005)
- Златна топка на Световно първенство за младежи – 1 (2005)
- Златна обувка на Световно първенство за младежи – 1 (2005)

### Рекорди
- Най-много Златни топки – 8
- Най-много Златни обувки – 6
- Най-много голове за Аржентина – 103
- Най-много мачове за Аржентина – 175
- Най-много голове с екипа на Барселона във всички турнири – 672
- Най-много голове в Ла лига – 474
- Най-много голове с екипа на Барселона в Ла Лига – 474
- Вторият футболист с най-много голове в Международните турнири – 137
- Най-много голове с екипа на Барселона в Международните турнири – 128
- Вторият футболист с най-много голове във Шампионската лига – 129
- Най-много голове с екипа на Барселона в Шампионската лига – 120
- Най-много голове в Суперкупата на Испания – 12
- Най-много голове с екипа на Барселона в Суперкупата на Испания – 12
- Най-много голове в Световното клубно първенство – 5
- Най-много голове с екипа на Барселона в Световното клубно първенство – 5
- Най-много голове в Суперкупата на Европа – 4
- Най-много голове с екипа на Барселона в Суперкупата на Европа – 4
- Най-много голове за една календарна година (клубен и национален отбор) – 91
- Най-много голове за една календарна година (клубен отбор) – 79
- Най-много голове с екипа на Барселона за една календарна година – 79
- Най-много голове за един сезон (клубен и национален отбор) – 82
- Най-много голове за един сезон (клубен отбор) – 73
- Най-много голове с екипа на Барселона за един сезон – 73
- Най-много голове за една календарна година в Ла Лига – 59
- Най-много голове с екипа на Барселона за една календарна година в Ла Лига – 59
- Най-много голове за един сезон в Ла Лига – 50
- Най-много голове с екипа на Барселона за един сезон в Ла Лига – 50
- Най-много голове в Ел Класико – 25
- Най-много голове отбелязани в един мач във Шампионската лига – 5
- Най-много голове отбелязани с екипа на Барселона в един мач в Шампионската лига – 5
- Най-много хеттрика с екипа на Барселона – 37
- Най-много хеттрика в Ла Лига – 26
- Най-много хеттрика в Шампионската лига – 7
- Най-много хеттрика с екипа на Барселона в Шампионската лига – 7
- Най-много голове  в домакински мачове в Шампионската лига – 54
- Най-много асистенции в Ла Лига – 135
- Най-много асистенции с екипа на Барселона в Ла Лига – 135
- Най-много трофеи, спечелени с екипа на Барселона – 33
- Най-много златни топки на Световното клубно първенство – 2
- Единственият футболист, вкарал гол във всички мачове в един полусезон в Ла лига – 30 (2013)
- Най-много поредни кръгове с отбелязан гол в Ла Лига – 21 (2013)
- Най-много поредни гостувания с отбелязан гол в Ла Лига – 15 (2013)[27]
- Най-много голове в гостувания за един сезон в Ла Лига – 24 (2013)[27]
- Най-много хеттрика за един сезон в Ла Лига – 8 (2012)
- Най-много отбелязани голове в последователни кръгове в Ла Лига – 33 гола в 21 последователни мача в Ла Лига (2013)
- Най-много голове в домакински мачове за един сезон в европейски шампионат – 35 (2012)
- Най-много голове с екипа на Барселона в домакински мачове за един сезон в европейски шампионат – 35 (2012)
- Най-много голове в домакински мачове за един сезон във всички турнири – 46 (2012)
- Най-много голове с екипа на Барселона в домакински мачове за един сезон във всички турнири – 46 (2012)
- Единственият футболист, вкарал гол в 7 различни турнира в рамките на една година (2015)
- Единственият футболист, голмайстор на Шампионската лига в 6 различни сезона (2009, 2010, 2011, 2012, 2015, 2019)
- Единственият футболист, който е ставал 4 последователни пъти голмайстор на Шампионската лига (2009, 2010, 2011, 2012)
- Единственият футболист, който вкарва в 3 различни финала на Световното клубно първенство (2009, 2011, 2015)
- Единственият футболист, който вкарва гол в 5 различни финала в Суперкупата на Испания (2009, 2010, 2011, 2012, 2015)
- Единственият футболист, който печели Златната топка, приза за футболист на годината на ФИФА, трофея Пичичи (за голмайстор в Примера дивисион) и Златната обувка в 1 сезон (2010)

## Личен живот
"Лео винаги е харесвал Антонела Рокуцо, искрено завинаги. Макар че тя не му обръщаше особено внимание, когато бяха малки. Знаехме, че е влюбен в Антонела. Спомням си един ден, че отидохме в къщата на Лукас във Фунес. Ние отидохме там за един уикенд. Антонела също беше там. Всеки път, когато Меси я виждаше, той се изчервяваше!"

### Семейство
От 2008 г., когато е на 20 години, Меси е във връзка с Антонела Рокуцо, родом от Росарио. Той познава Антонела още от петгодишна възраст, тъй като тя е братовчедка на най-добрия му приятел от детството, Лукас Скалия, който също е футболист. След като запазват отношенията си частни за една година, Меси за пръв път потвърждава романса си в интервю през януари 2009 г., преди да заяви публично месец по-късно по време на карнавал в Ситге след дербито Барселона – Еспаньол.
Меси и Рокуцо имат трима синове: Тиаго (роден през 2012 г.), Матео (роден през 2015 г.) и Чиро (роден през 2018 г.). За да отбележи първата бременност на партньорката си, Меси поставя топката под фланелката си, след като отбелязва гол за Аржентина в победата с 4:0 срещу Еквадор на 2 юни 2012 г., преди потвърждаването на бременността в интервюто две седмици по-късно. Тиаго е роден в Барселона на 2 ноември 2012 г., а Меси присъства на раждането, след като получава разрешение от клуба да пропусне тренировка. Той съобщава за появата на сина си на страницата си във Facebook, като пише: „Днес съм най-щастливият човек в света, синът ми се е родил и благодаря на Бога за този дар!“ Името и отпечатъците от ръката на Тиаго са татуирани на прасеца на левия му крак. През април 2015 г. Меси потвърждава във Фейсбук, че очаква друго дете. Той пропуска тренировка преди мача срещу Атлетико Мадрид, за да присъства на раждането на втория си син Матео на 11 септември 2015 г. в Барселона. На 30 юни 2017 г. той се жени за Антонела Рокуцо в луксозен хотел, наречен „Hotel City Center“ в Росарио, с около 260 гости, присъстващи на сватбата му. На 15 октомври 2017 г. съпругата му съобщава, че очаква третото си дете на поста „Инстаграм“, с думите „Семейство от 5“. На 10 март 2018 г. Меси пропуска мача срещу „Малага“, след като се ражда Чиро.
Меси се радва на близки отношения с членовете на семейството си, особено с майка си Селия, чието лице е татуирал на лявото си рамо. Професионалните му дела са до голяма степен управлявани като семеен бизнес: бащата му Хорхе е негов агент от 14-годишна възраст, а най-възрастният му брат Родриго се занимава с дневния му график и публичност. Майка му и другият му брат Матиас управляват благотворителната си организация, фондация „Лео Меси“, и се грижат за лични и професионални въпроси в Росарио.
Откакто заминава за Испания на 13-годишна възраст, Меси поддържа близки връзки с родния си град Росарио, дори запазвайки отличителния си акцент Росарино. Той е запазил собствеността върху старата къща на семейството си, въпреки че отдавна е останала празна. Лионел поддържа петстаен апартамент в ексклузивна жилищна сграда за майка си, както и семейно имение край града. Веднъж, когато тренира с националния отбор в Буенос Айрес, прави тричасово пътуване с кола до Росарио веднага след тренировката, за да вечеря със семейството си, прекарва нощта с тях и се връща в Буенос Айрес на следващия ден във време за практикуване.
Меси поддържа ежедневния си контакт чрез телефона и текста с малка група от верни приятели в Росарио, повечето от които са били членове на „Машината от '87“ в аржентинския футболен отбор от град Росарио „Нюелс Олд Бойс“. Въпреки че се смята за футболист на един отбор, той отдавна планира да се върне в Росарио, за да сложи край на кариерата си в „Нюелс Олд Бойс“. Той се оказва в лошо отношение с клуба след прехвърлянето му в „Барселона“, но до 2012 г. публичната вражда приключва, като „Нюелс Олд Бойс“ подобрява връзките си с Меси и дори издава клубна карта за членство на новородения му син.

### Благотворителност
През цялата си кариера Меси е участвал в благотворителни действия, насочени към уязвимите деца, ангажимент, който произтича отчасти от медицинските затруднения, с които се сблъсква в собственото си детство. От 2004 г. той е допринесъл с времето и финансите си за УНИЦЕФ – организация, с която „Барселона“ също има силна асоциация. Меси е служил като посланик на добра воля на УНИЦЕФ от назначаването му през март 2010 г., завършвайки своята първа полева мисия за организацията четири месеца по-късно, докато пътува в Хаити, за да привлече вниманието на обществеността към тежкото положение на децата в страната след земетресението в Хаити през 2010 г. Оттогава той участва в кампании на УНИЦЕФ, насочени към превенцията, образованието и социалното приобщаване на децата с увреждания. Когато отпразнува първия рожден ден на детето си, през ноември 2013 г. Лионел и Тиаго са част от рекламна кампания за повишаване на осведомеността за смъртността сред децата в неравностойно положение.
В допълнение към работата си с УНИЦЕФ Меси основава своята благотворителна организация – фондация „Лео Меси“, която подкрепя достъпа до здравеопазване, образование и спорт за деца. Създадена е през 2007 г. след посещение на Меси, в платена детска болница в Бостън, което резонира l него до такава степен, че той решава да реинвестира част от доходите си в обществото. Чрез своята фондация Меси дава награди за научни изследвания, финансира медицинско обучение и инвестира в развитието на медицински центрове и проекти в Аржентина, Испания и другаде по света. В допълнение към собствените си средства за набиране на средства, като например глобалните си футболни мачове „Меси и приятели“, фондацията му получава финансова подкрепа от различни компании, на които е разрешил името си в споразумения за одобрение, като „Адидас“ е основен спонсор.
Меси инвестира и в младежкия футбол в Аржентина: финансово подкрепя „Сармиенто“, футболен клуб, който се намира в квартала на Росарио, където е роден, като през 2013 г. поема задължението да ремонтира съоръженията му и да инсталира терени за всички времена, както и финансира управлението на няколко младежки играчи в стартовете на „Нюелс Олд Бойс“ и неговия съперник „Росарио Сентрал“, както и в „Ривър Плейт“ и „Бока Хуниорс“ в Буенос Айрес. В „Нюелс Олд Бойс“, неговия клуб от детска възраст, Меси финансира строителството на нова гимназия и общежитие в младежката академия в стадиона на клуба „Колосо дел Парк Марсело Биелса“. Бившият му младши треньор в „Нюелс Олд Бойс“, Ернесто Векио, е нает от фондация „Лео Меси“ като скаут за талантливи млади играчи. На 7 юни 2016 г. Меси спечелва дело за клевета срещу вестник „Ла Расóн“ (Мадрид) и получава 65 000 евро като обезщетение, което той дарява на благотворителната организация „Лекари без граници“.

### Правни въпроси
Финансовите въпроси на Меси стават обект на разследване през 2013 г. за предполагаемо укриване на данъци. Офшорни компании в данъчни убежища Уругвай и Белиз са използвани за избягване на 4,1 млн. евро данъци, свързани с доходи от спонсорство между 2007 и 2009 г. Несвързана компания в Панама, създадена през 2012 г., впоследствие е определена като принадлежаща към фамилията Меси в изтекла информация от Досиета от Панама. Меси, който се позовава на невежеството на предполагаемата схема, доброволно плаща неизплатени суми в размер на 5,1 млн. евро през август 2013 г. Той е изправен пред съда заедно с баща си на три пъти за укриване на данъци през май 2016 г. На 6 юли 2016 г. Меси и баща му са признати за виновни за данъчни измами и са им връчени 21-месечни затворнически присъди и съответно осъдени да платят суми в размер на 1,7 млн. евро и 1,4 млн. евро за глоби.
Докато окръжният прокурор не смята, че има причини да обвини Меси, адвокатката на държавния кабинет остава единствената страна, която е искала да му се наложи наказание, независимо от твърденията му, че не е знаел за каквито и да е сделки, които се извършват с парите му. Изправен пред съдията, той казва: „Просто играх футбол.“